# Menglik Siyit
Menglik Siyit (tiếng Uyghur: مەڭلىك سىيىت; tiếng Trung: 芒力克·斯依提; sinh tháng 9 năm 1962) là chính trị gia người Trung Quốc gốc Duy Ngô Nhĩ, hiện là Phó Chủ tịch Khu tự trị Duy Ngô Nhĩ Tân Cương.

## Tiểu sử
Menglik Siyit sinh ra ở huyện Thiện Thiện, Tân Cương vào tháng 9 năm 1962. Năm 1981, ông được nhận vào Học viện Công nghệ Tân Cương (nay là Đại học Tân Cương), chuyên ngành hóa học vô cơ. Sau khi tốt nghiệp, ông làm việc tại trường đại học.
Ông gia nhập Đảng Cộng sản Trung Quốc vào tháng 11 năm 1984, bắt đầu tham gia chính trị vào tháng 9 năm 1998, khi được bổ nhiệm làm phó thị trưởng Kumul, mười năm sau được thăng chức thị trưởng. Ông là phó bí thư Châu tự trị Kizilsu Kyrgyzstan và bí thư Ủy ban Chính trị và Pháp luật vào tháng 9 năm 2012, ông giữ chức vụ đó cho đến tháng 3 năm 2013. Vào tháng 5 năm 2016, ông chuyển đến Turfan và được bổ nhiệm làm quyền thị trưởng vào tháng 6 cùng năm và bổ nhiệm làm thị trưởng vào tháng 2 năm 2017. Vào tháng 1 năm 2018, ông được bổ nhiệm làm phó chủ tịch Khu tự trị Duy Ngô Nhĩ Tân Cương.